# 特尔津

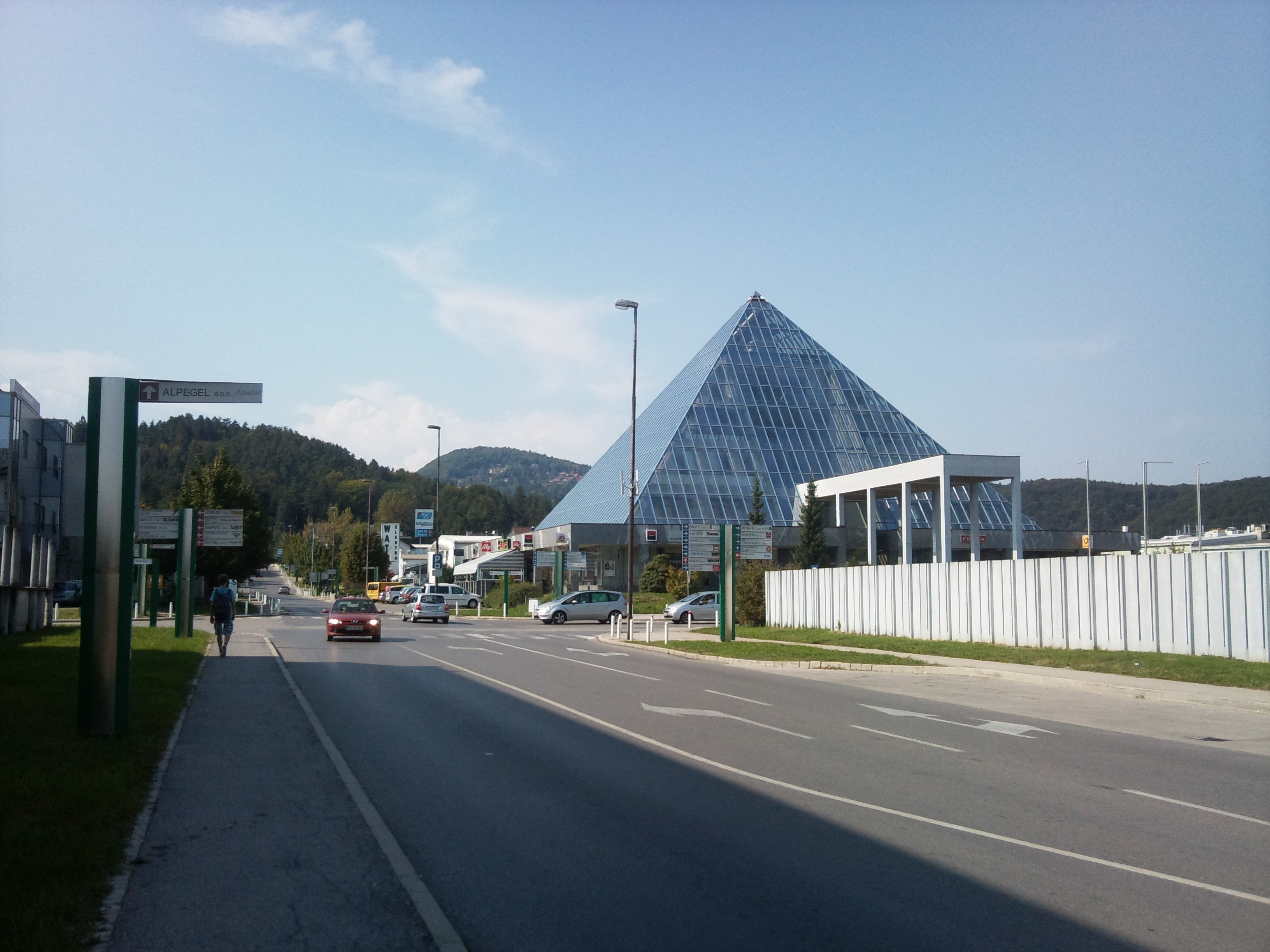
特尔津

特尔津是斯洛文尼亞中部特爾津市鎮的唯一城鎮及行政中心。城镇面积为8.62平方公里，海拔高度299公尺，2021年人口数量为3,925人。

## 外部連結
- 特爾津市鎮官方网站 （页面存档备份，存于） （斯洛文尼亚文）
- Trzin on Geopedia （页面存档备份，存于）